# Boždarevac
Boždarevac (en serbe cyrillique : Бождаревац) est un village de Serbie situé dans la municipalité de Barajevo et sur le territoire de la ville de Belgrade. Selon les données du recensement de 2011, il compte 1 219 habitants,.

## Géographie

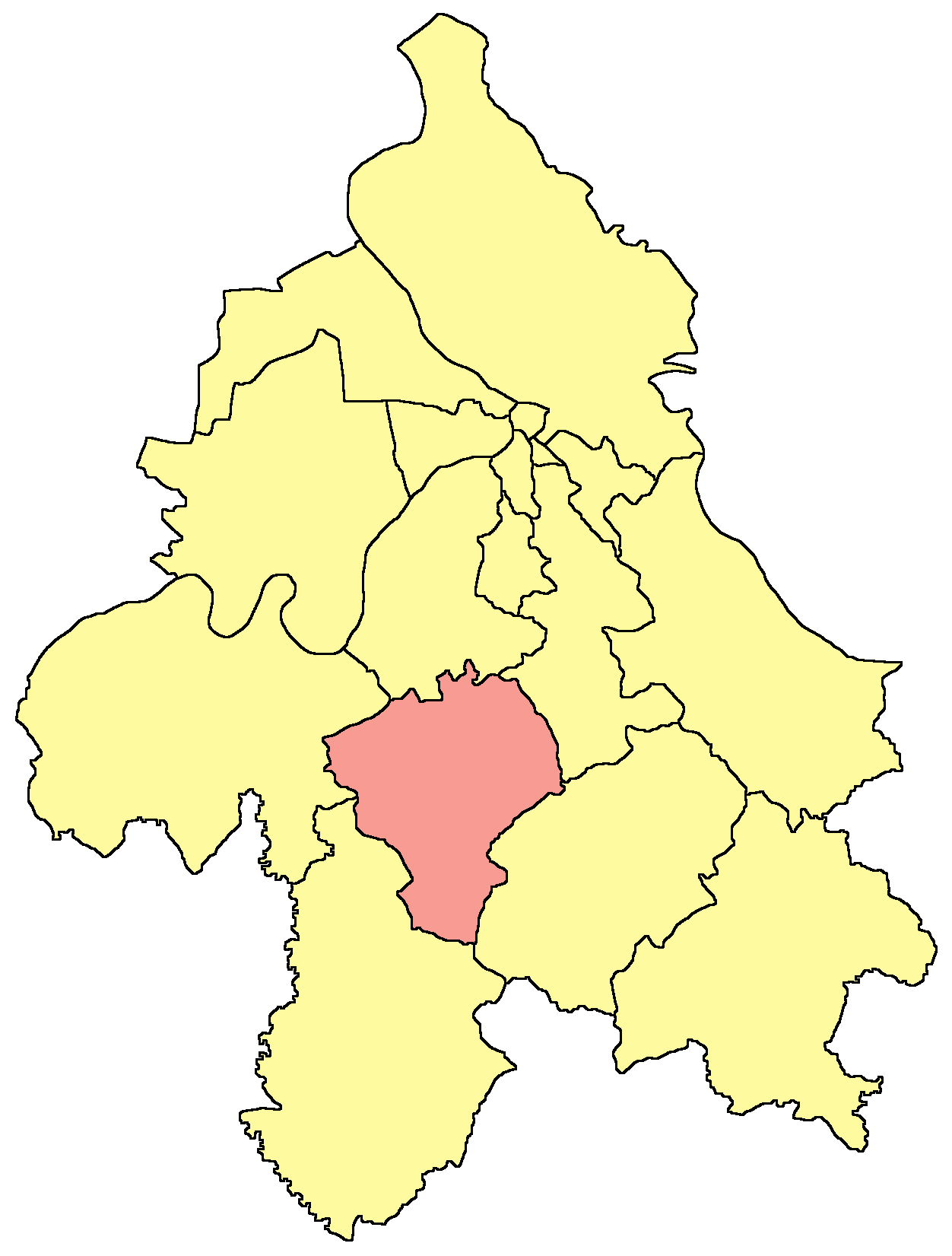
Localisation de la municipalité de Barajevo dans la ville de Belgrade

Boždarevac est une petite localité rurale, située sur les pentes nord-ouest du mont Kosmaj et au bord de la Barajevska reka (la « rivière de Barajevo »), un affluent de la Beljanica. Elle se trouve à 6 kilomètres au sud-ouest de Barajevo, dans les faubourgs de Belgrade, sur la ligne ferroviaire Belgrade-Bar.
Le village est entouré par les localités suivantes :
|              | Baćevac Barajevo     | Barajevo |
| Veliki Borak | Boždarevac           | Lisović  |
|              | Veliki Borak Beljina | Beljina  |

## Histoire

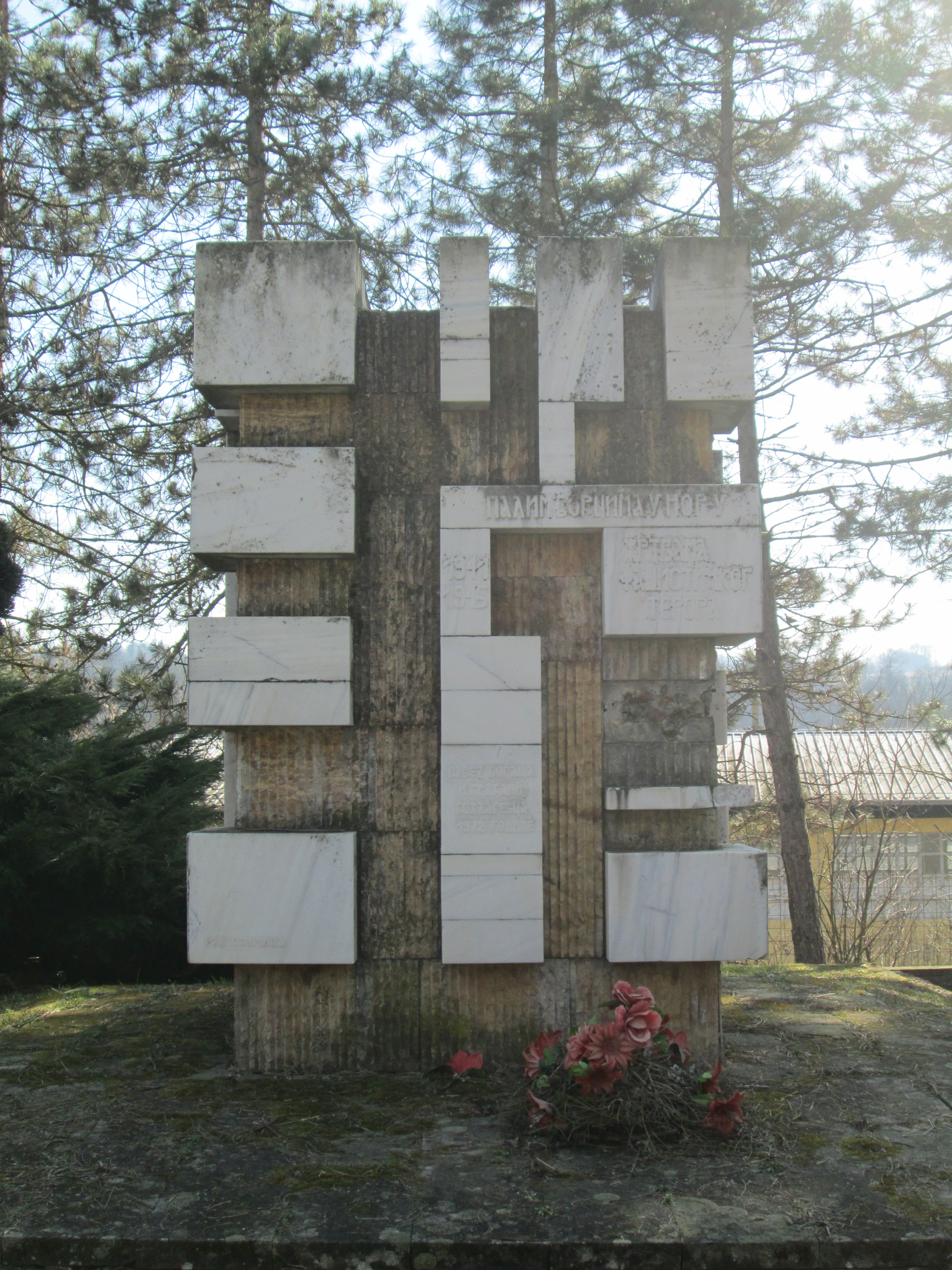
Le monument aux morts de la Seconde Guerre mondiale

Boždarevac possède une vieille école qui date du début du XIXe siècle ; elle est aujourd'hui inscrite sur la liste des biens culturels de la ville de Belgrade et sur la liste des monuments culturels protégés de la république de Serbie (n° d'identifiant SK 801).

## Démographie

### Évolution historique de la population
| 1948  | 1953  | 1961  | 1971  | 1981  | 1991  | 2002  | 2011   |
| ----- | ----- | ----- | ----- | ----- | ----- | ----- | ------ |
| 1 374 | 1 431 | 1 340 | 1 307 | 1 546 | 1 617 | 1 218 | 1 219, |

|  |

### Données de 2002
Pyramide des âges (2002)
En 2002, l'âge moyen de la population était de 40,8 ans pour les hommes et 42,9 ans pour les femmes.
Répartition de la population par nationalités (2002)
En 2002, les Serbes représentaient 97,86 % de la population ; le village possédait également une petite minorité de Monténégrins (1,06 %).

### Données de 2011
En 2011, l'âge moyen de la population était de 42,6 ans, 41,1 ans pour les hommes et 44,1 ans pour les femmes.